# أحمد خزان يحيى الخزان
أحمد خزان يحيى الخزان، هو شاعر يمني، ولد عام 1932م في الشرفين بمحافظة حجة. غادر قريته مع أخيه الأكبر والتحق بالمدرسة العلمية في صنعاء، ومن صنعاء إلى الحديدة، وبعد ذلك سافر إلى جدة حيث عمل مدرساً للغة العربية، ومن جدة سافر إلى لبنان، ثم إلى مصر وهناك التحق بجامعة القاهرة (كلية الحقوق) وتخرج فيها عام 1958. ثم عاد إلى الوطن وعمل بوزارة الخارجية إلى بعد قيام ثورة 26 سبتمبر، ثم عامل مفتشاً عاماً للتعليم. أسس مدرسة الثورة بتعز وعمل مديراً فيها. هاجر مرةً أخرى إلى جدة وعمل إدارياً وقانونياً بمؤسسة العيسائي للتجارة. وفي عام 1972م عاد إلى صنعاء وعمل مستشاراً للبنك اليمني للإنشاء والتعمير إلى أن حصل على التقاعد 1993م.